# Gynoplistia (Gynoplistia) uwinnia
Gynoplistia (Gynoplistia) uwinnia is een tweevleugelige uit de familie steltmuggen (Limoniidae). De soort komt voor in het Australaziatisch gebied.